# 아퀼롭스
아퀼롭스 아메리카누스(Aquilops americanus)는 초기 초식성 각룡류 공룡으로 북아메리카의 백악기 전기, 약 1억900만년에서 1억400만년에 살았다.

## 발견과 명명

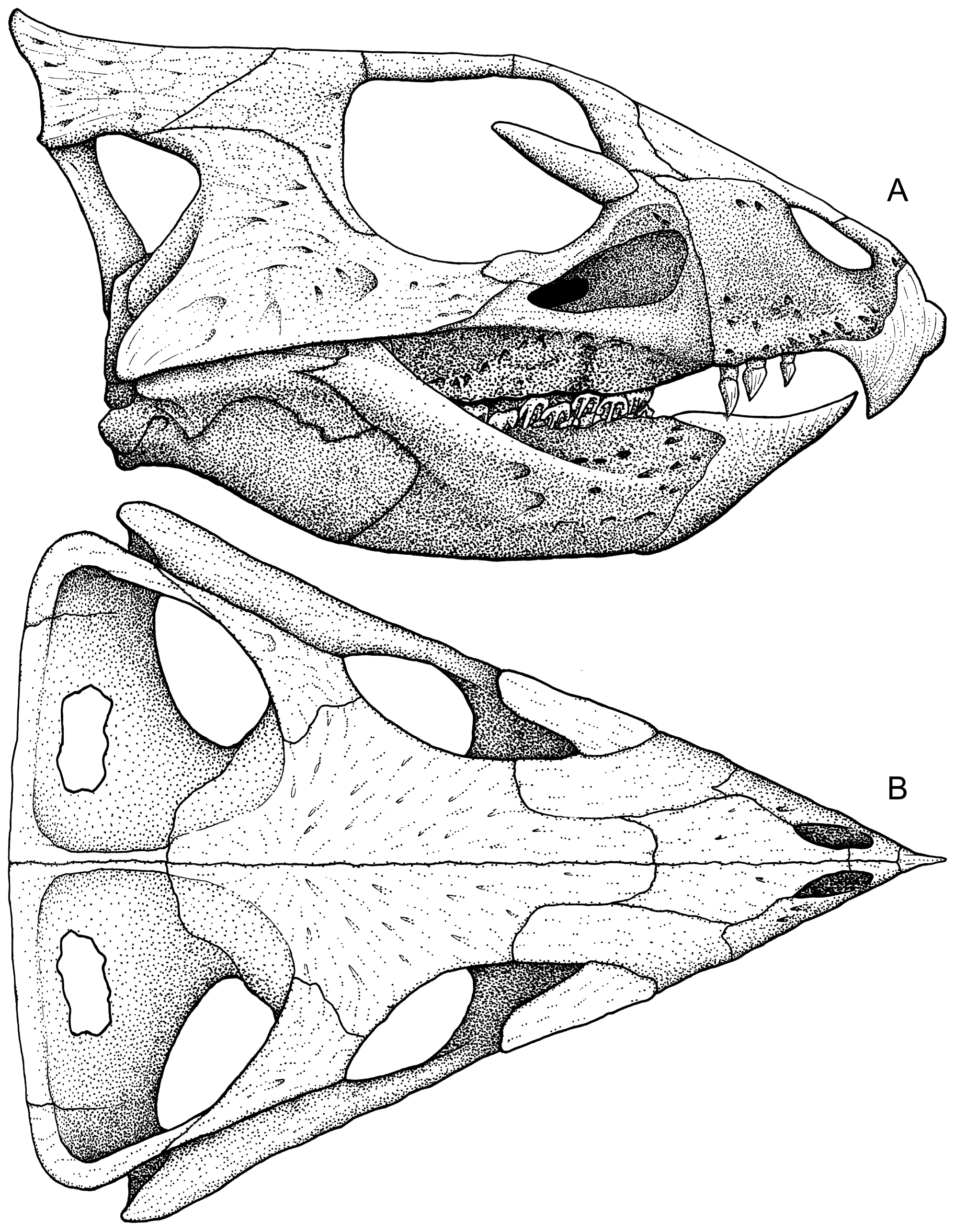
복원된 두개골

1997년에 고생물학자 스코트 매드슨이 몬태나 주 남부 카본 카운티에서 두개골 화석 일부를 발견했다. 표본을 처리하면서 초기에는 이것이 제피로사우루스라고 생각했으나 곧 새로운 종류라는 것을 알게 되었다.
2014년에 앤드류 파키, 데스몬드 맥스웰, 리차드 C. 치펠리, 그리고 매트 웨델이 아퀼롭스 아메리카누스(Auilops americanus)를 모식종으로 하여 명명 및 보고하였다. 속명은 라틴어로 "독수리"라는 의미의 아퀼라(aquila)와 "얼굴"이라는 의미의 그리스어 옵스(ὤψ, ops)를 조합한 것으로 주둥이 부위의 부리를 가리킨 것이다. 속명 아메리카누스는 종이 미국에서 처음 발견된 분명한 원시적 신각룡류라는 것을 의미한다.
완모식표본인 OMNH 34557 (오클라호마의 샘 노블 박물관에 보관) 은 알비절 중후기의 연대를 가지는 클로벌리 층에서 발견되었다. 표본은 아성체의 두개골과 아래턱으로 구성되어 있다. 머리의 뒤쪽과 입천장 부분은 발견되지 않았다. 표본은 1997년에 내셔널 지오그래픽 소사이어티가 후원하고 치펠리가 지휘한 탐사에서 발견되었다.

## 특징

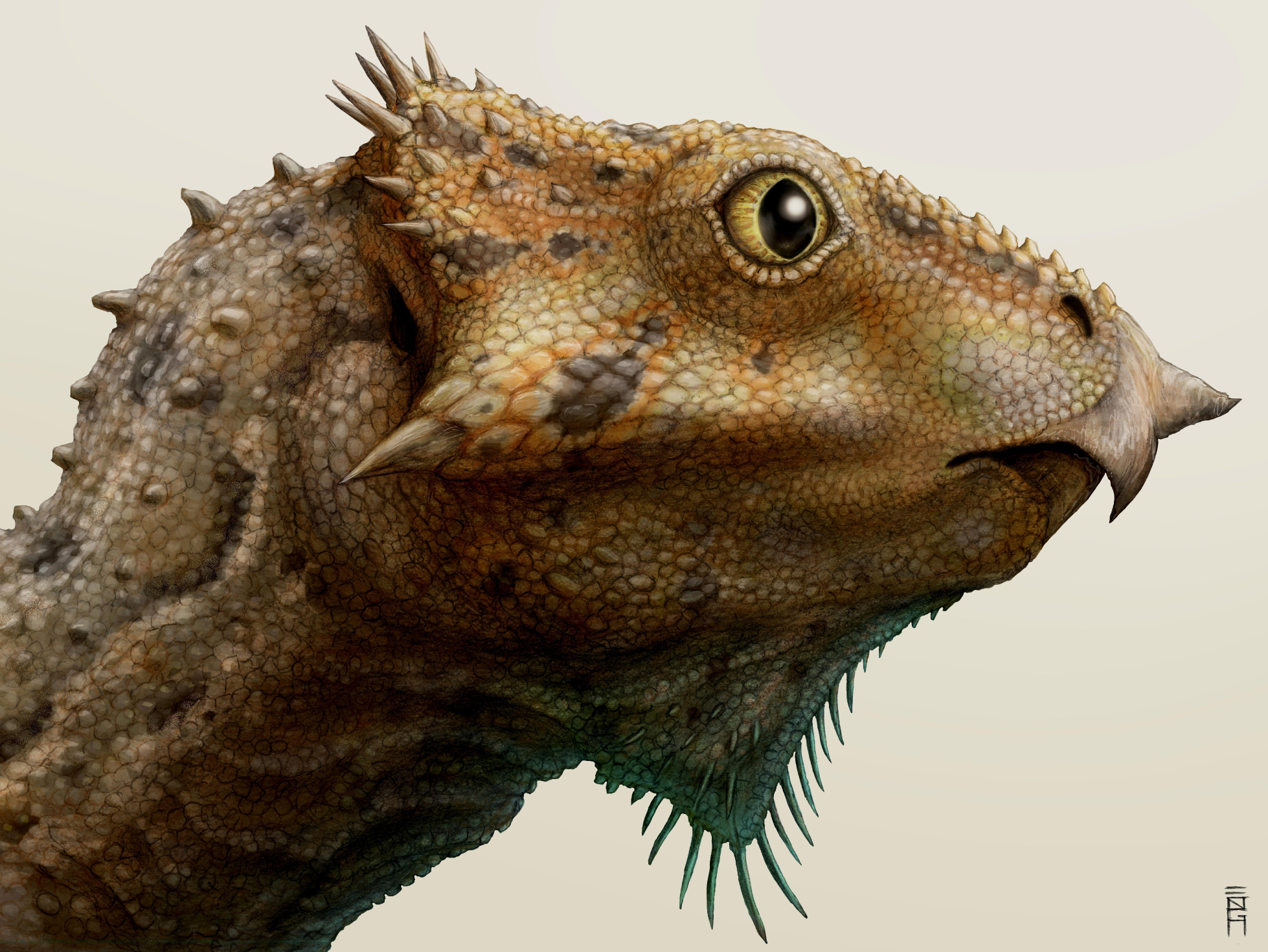
복원도

두개골의 길이는 84.2 mm이다. 완모식표본은 아성체의 것으로 생각된다. 근연종과 비교해 보면 성체 두개골 길이의 60% 정도일 것으로 보인다. 웨델은 아퀼롭스 성체의 몸길이를 60 cm, 몸무게는 1.5 kg 정도로 추정했다.
논문에서 저자들은 독특한 점을 발견했다. 부리뼈, 즉 주둥이 끝 부분 부리의 뼈 부분을 구성하는 뼈가 아래로 굽어 있고 위쪽에 둥글게 튀어나온 부분이 있다. 윗턱이 앞부분이 이빨보다 더 앞으로 튀어나와 있고 옆에서 봤을 때 오목한 형태이다. 두개골 구멍 중 하나인 전안와창은 길이가 높이의 두 배 정도이며 뒤로 가면서 가늘어져 눈 아래 쪽으로 들어간다.

## 분류

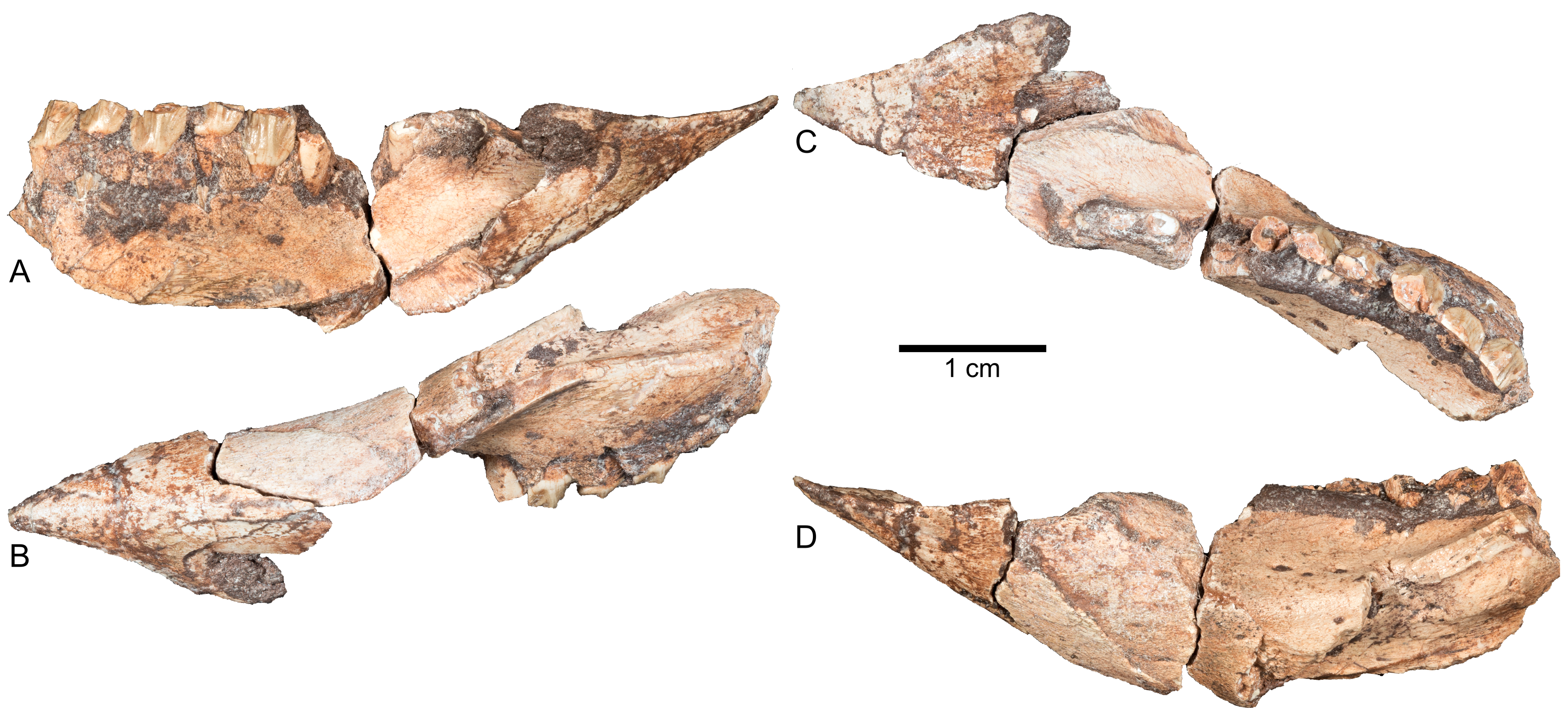
아래턱

아퀼롭스는 신각룡류에 속한다. 분지학적 분석에 의하면 진화계통수에서 렙토케라톱스보다 더 원시적인 위치를 차지하고 있으며 리아오케라톱스만이 아퀼롭스보다 더 원시적인 위치에 있다. 더 분화된 종류들, 즉 렙토케라톱스과나 프로토케라톱스과에 속할 가능성은 낮은 편이고 케라톱스과일 가능성은 거의 없다. 완모식표본이 아성체라는 점이 분석 결과를 왜곡시켰을 수도 있다. 아성체는 종종 원시적인 특징을 보이기 때문이다. 하지만 개체발생과정에서 변할 수 있는 특징들을 고려해서 보정하더라도 분석결과는 거의 동일했다. 프시타코사우루스과보다 더 분화된 각룡류를 신각룡류라고 하는데, 신각룡류는 아시아에서 진화했다. 북아메리카에서 원시적인 신각룡류가 발견되었다는 것은 아퀼롭스의 조상이 백악기 전기에 아시아에서 북아메리카로 이주했다는 것을 의미한다. 백악기 후기에 비슷한 사건이 두 번 더 일어났을 수 있다.

## 같이 보기
- 2014년의 고생물학
- 신각룡류